# D1 Tower
Башня D1 — 80-этажный жилой дом в Культурной Деревне в Дубае, ОАЭ. Дом имеет высоту в 284 метра, изначально конструкция предусматривала шпиль, который должен был увеличить общую высоту здания до 350 метров. Строительство дома планировалось завершить в 2011 году, однако было завершено лишь в 2015 году, причём предложенный шпиль так и не был построен, от него пришлось отказаться. Дом является «двойником» самого высокого жилого дома в мире, башни Q1 Tower в Австралии.